# (488449) 2016 YL10
(488449) 2016 YL10 es un asteroide perteneciente al cinturón de asteroides, descubierto el 2 de octubre de 2009 por el equipo del Mount Lemmon Survey desde el Observatorio del Monte Lemmon, Arizona, Estados Unidos.

## Designación y nombre
Designado provisionalmente como 2016 YL10.

## Características orbitales
2016 YL10 está situado a una distancia media del Sol de 3,184 ua, pudiendo alejarse hasta 3,545 ua y acercarse hasta 2,824 ua. Su excentricidad es 0,113 y la inclinación orbital 10,21 grados. Emplea 2075,99 días en completar una órbita alrededor del Sol.
Los próximos acercamientos a la órbita terrestre se producirán el 12 de junio de 2095 y el 27 de abril de 2106.

## Características físicas
La magnitud absoluta de 2016 YL10 es 15,5.